# Game Developers Choice Awards

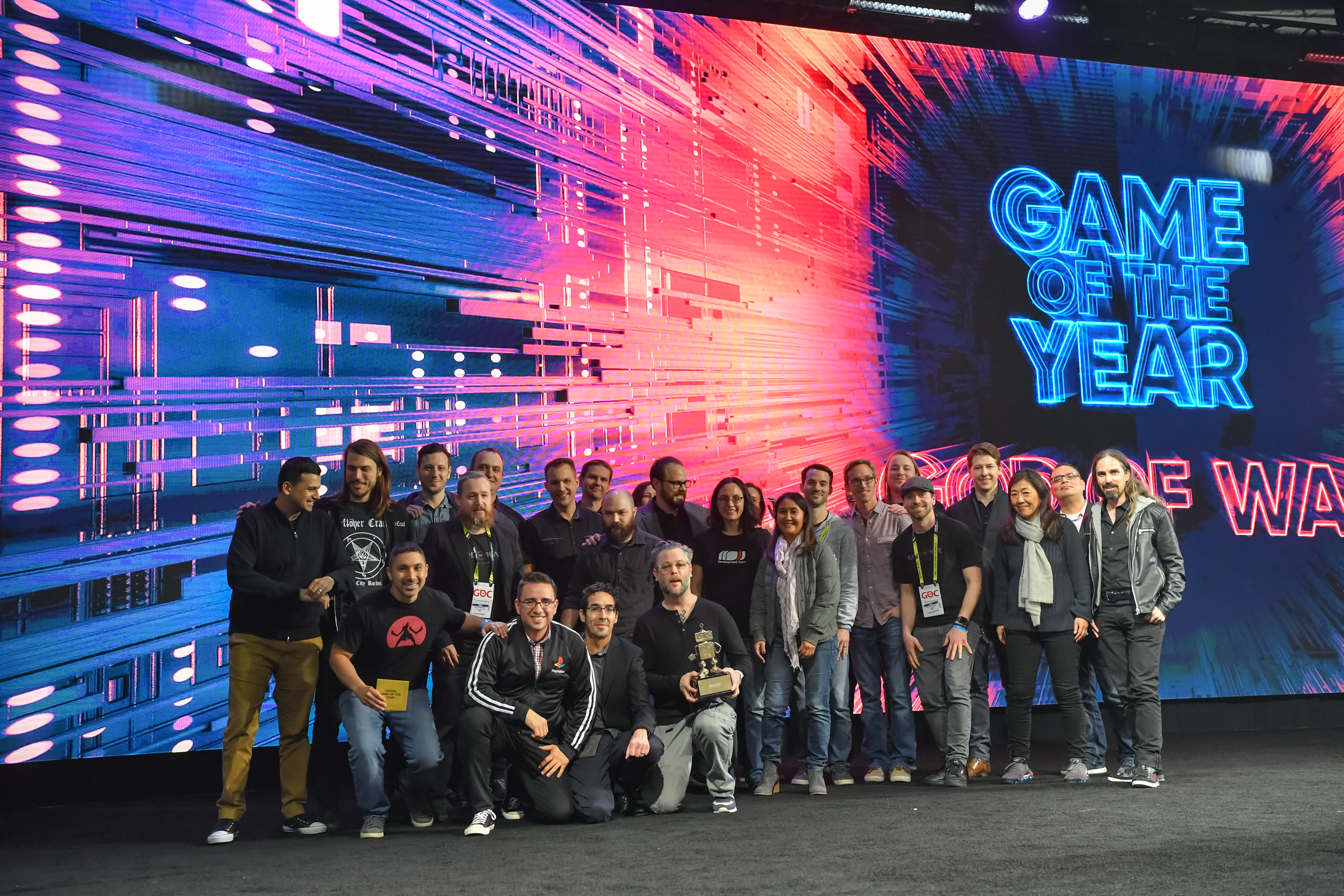
Desarrolladores de God of War, ganador del Premio a el Videojuego del Año en 2018

Los Game Developers Choice Awards (GDCA, lit. Premios Seleccionados por Desarrolladores de Videojuegos) son premios presentados anualmente en la Game Developers Conference (GDC, lit. Conferencia de Desarrolladores de Videojuegos) para desarrolladores de videojuegos y videojuegos destacados.
Introducidos en 2001 han reemplazado a los anteriores Spotlight Awards. También desde entonces, la ceremonia para los Independent Games Festival (lit. Festival de Videojuegos Independientes) se realiza justo antes de los GDCA.

## Proceso de nominación de finalistas y de selección de ganadores.
Las nominaciones para premios otorgados a videojuegos son seleccionadas por miembros de la International Choice Awards Network (ICAN, lit. Red Internacional de Selección de Premios), un grupo selecto de creadores de videojuegos. Una vez terminado este proceso los editores de Gamasutra votan para seleccionar a los finalistas. Paquetes de expansiones y contenidos descargables no son elegibles de ser nominados.
Por último un comité conformado por ICAN y los editores de Gamasutra votan entre los finalistas. Al finalizar esta etapa los videojuegos con el mayor número de votos en cada categoría son los ganadores.
Los ganadores para Premios Especiales (Premio a la trayectoria, Pionero, Embajador) son decididos por un jurado especial conformado por 5 miembros destacados de la industria elegidos de forma arbitraria. Este grupo puede considerar recomendaciones de miembros de la ICAN.
Tanto la GDC, los GDCA y Gamasutra son partes del grupo tecnológico UBM. 

### Historia
Hasta el 2007 la dirección de los GDCA estaba a cargo de la International Game Developers Association (IGDA, lit. Asociación Internacional de Desarrolladores de Videojuegos), desde entonces la dirección de los mismos está a cargo de Gamasutra.
En el pasado se aceptaban nominaciones de usuarios registrados en el sitio web de Gamasutra que hayan sido confirmados como desarrolladores de videojuegos.

## Lista de ganadores
Nota: Los eventos de entrega de premios se realizan a principios del año siguiente. Los ganadores están listados primeros y destacados en negrita.

### Premio al Videojuego del Año
El Premio al Videojuego del Año es el reconocimiento al mejor juego en general publicado durante el año calendario anterior.
| Año  | Videojuego                              | Género                         | Plataforma(s)                                                                               | Desarrollador(as)       |
| ---- | --------------------------------------- | ------------------------------ | ------------------------------------------------------------------------------------------- | ----------------------- |
| 2000 | The Sims                                | Simulación de vida             | Mac OS, Microsoft Windows                                                                   | Maxis                   |
| 2001 | Grand Theft Auto III                    | Acción-Aventura                | Microsoft Windows, PlayStation 2                                                            | DMA Design              |
| 2002 | Metroid Prime                           | Acción-Aventura                | GameCube                                                                                    | Retro Studios           |
| 2003 | Star Wars: Knights of the Old Republic  | Rol                            | Microsoft Windows, Xbox                                                                     | BioWare                 |
| 2004 | Half-Life 2                             | Disparos en primera persona    | Microsoft Windows                                                                           | Valve Corporation       |
| 2005 | Shadow of the Colossus                  | Acción-Aventura                | PlayStation 2                                                                               | Team Ico                |
| 2006 | Gears of War                            | Disparos en tercera persona    | Xbox 360                                                                                    | Epic Games              |
| 2007 | Portal                                  | Puzle-Plataforma               | Microsoft Windows, PlayStation 3, Xbox 360                                                  | Valve Corporation       |
| 2008 | Fallout 3                               | Acción-Rol                     | Microsoft Windows, PlayStation 3, Xbox 360                                                  | Bethesda Game Studios   |
| 2009 | Uncharted 2: Among Thieves              | Acción-Aventura                | PlayStation 3                                                                               | Naughty Dog             |
| 2010 | Red Dead Redemption                     | Acción-Aventura                | PlayStation 3, Xbox 360                                                                     | Rockstar San Diego      |
| 2011 | The Elder Scrolls V: Skyrim             | Action role-playing            | Microsoft Windows, PlayStation 3, Xbox 360                                                  | Bethesda Game Studios   |
| 2012 | Journey                                 | Aventura                       | PlayStation 3                                                                               | Thatgamecompany         |
| 2013 | The Last of Us                          | Acción-Aventura                | PlayStation 3                                                                               | Naughty Dog             |
| 2014 | Middle-earth: Shadow of Mordor          | Acción-Aventura                | Microsoft Windows, PlayStation 3, PlayStation 4, Xbox 360, Xbox One                         | Monolith Productions    |
| 2015 | The Witcher 3: Wild Hunt                | Acción-Rol                     | Microsoft Windows, PlayStation 4, Xbox One                                                  | CD Projekt Red          |
| 2016 | Overwatch                               | Disparos en primera persona    | Microsoft Windows, PlayStation 4, Xbox One                                                  | Blizzard Entertainment  |
| 2017 | The Legend of Zelda: Breath of the Wild | Aventura                       | Nintendo Switch, Wii U                                                                      | Nintendo                |
| 2018 | God of War                              | Acción-Aventura                | PlayStation 4                                                                               | SCE Santa Monica Studio |
| 2019 | Untitled Goose Game                     | Puzles                         | Microsoft Windows, Nintendo Switch, PlayStation 4, Xbox One                                 | House House             |
| 2020 | Hades                                   | Acción-Rol                     | Microsoft Windows, Nintendo Switch, PlayStation 4, PlayStation 5, Xbox One, Xbox Series X/S | Supergiant Games        |
| 2021 | Inscryption                             | Mazmorras/constructor de mazos | Microsoft Windows                                                                           | Daniel Mullins Games    |

### Mejor Audio
El premio al Mejor Audio reconoce la excelencia del audio en un videojuego, incluyendo los efectos de sonido, la composición musical, el diseño sonoro y la instrumentación.
- 2000: Diablo II
- 2001: Halo: Combat Evolved
- 2002: Medal of Honor: Allied Assault
- 2003: Call of Duty
- 2004: Halo 2
- 2005: Guitar Hero
- 2006: Guitar Hero II
- 2007: BioShock
- 2008: Dead Space
- 2009: Uncharted 2: Among Thieves
- 2010: Red Dead Redemption
- 2011: Portal 2
- 2012: Journey
- 2013: BioShock Infinite
- 2014: Alien: Isolation
- 2015: Crypt of the NecroDancer
- 2016: Inside[22]
- 2017: The Legend of Zelda: Breath of the Wild[23]
- 2018: Celeste[24]
- 2019: Control[25]
- 2020: Hades[28]
- 2021: Unpacking[27]

### Mejor Debut
Hasta el año 2008 el premio al Mejor Debut reconoció a empresas desarrolladoras de videojuegos por publicar, en su debut, un videojuego excepcional. Desde el año 2009 el premio es otorgado al videojuego en sí, pero el principio es el mismo.
- 2000: Valve Corporation / Minh Le / Jess Cliffe (por Counter-Strike)
- 2001: Bohemia Interactive (por Operation Flashpoint: Cold War Crisis)
- 2002: Retro Studios (por Metroid Prime)
- 2003: Infinity Ward (por Call of Duty)
- 2004: Crytek (por Far Cry)
- 2005: Double Fine Productions (por Psychonauts)
- 2006: Iron Lore Entertainment (por Titan Quest)
- 2007: Realtime Worlds / Microsoft Game Studios (por Crackdown)
- 2008: Media Molecule (por LittleBigPlanet)
- 2009: Runic Games (por Torchlight)
- 2010: Mojang (por Minecraft)
- 2011: Supergiant Games (por Bastion)
- 2012: Subset Games (por FTL: Faster Than Light)
- 2013: The Fullbright Company (por Gone Home)
- 2014: Stoic Studio (por The Banner Saga)
- 2015: Moon Studios (por Ori and the Blind Forest)
- 2016: Campo Santo (por Firewatch)[22]
- 2017: Studio MDHR (por Cuphead)[23]
- 2018: Mountains (por Florence)[24]
- 2019: ZA/UM (por Disco Elysium)[25]
- 2020: Kinetic Games (por Phasmophobia)[28]
- 2021: Iron Gate Studio (por Valheim)[27]

### Mejor Diseño
El premio al Mejor Diseño reconoce la excelencia general en el diseño de un videojuego, incluyendo la jugabilidad, la mecánica, los puzles, el balance y los escenarios.
- 2000: Deus Ex
- 2001: Grand Theft Auto III
- 2002: Battlefield 1942
- 2003: Prince of Persia: The Sands of Time
- 2004: Katamari Damacy
- 2005: Shadow of the Colossus
- 2006: Wii Sports
- 2007: Portal
- 2008: LittleBigPlanet
- 2009: Batman: Arkham Asylum
- 2010: Red Dead Redemption
- 2011: Portal 2
- 2012: Journey
- 2013: The Last of Us
- 2014: Hearthstone: Heroes of Warcraft
- 2015: Rocket League
- 2016: Overwatch[22]
- 2017: The Legend of Zelda: Breath of the Wild[23]
- 2018: Into the Breach[24]
- 2019: Baba Is You[25]
- 2020: Hades[28]
- 2021: It Takes Two[27]

### Mejor Videojuego para Dispositivos Móviles
El Mejor Videojuego para Dispositivos Móviles reconoce la mejor publicación comercial de un videojuego para dispositivos móviles.
- 2007: The Legend of Zelda: Phantom Hourglass
- 2008: God of War: Chains of Olympus
- 2009: Scribblenauts
- 2010: Cut the Rope
- 2011: Superbrothers: Sword & Sworcery EP
- 2012: The Room
- 2013: The Legend of Zelda: A Link Between Worlds
- 2014: Monument Valley
- 2015: Her Story
- 2016: Pokémon Go[22]
- 2017: Gorogoa[23]
- 2018: Florence[24]
- 2019: What The Golf?[25]
- 2020: Genshin Impact[28]

### Premio a la Innovación

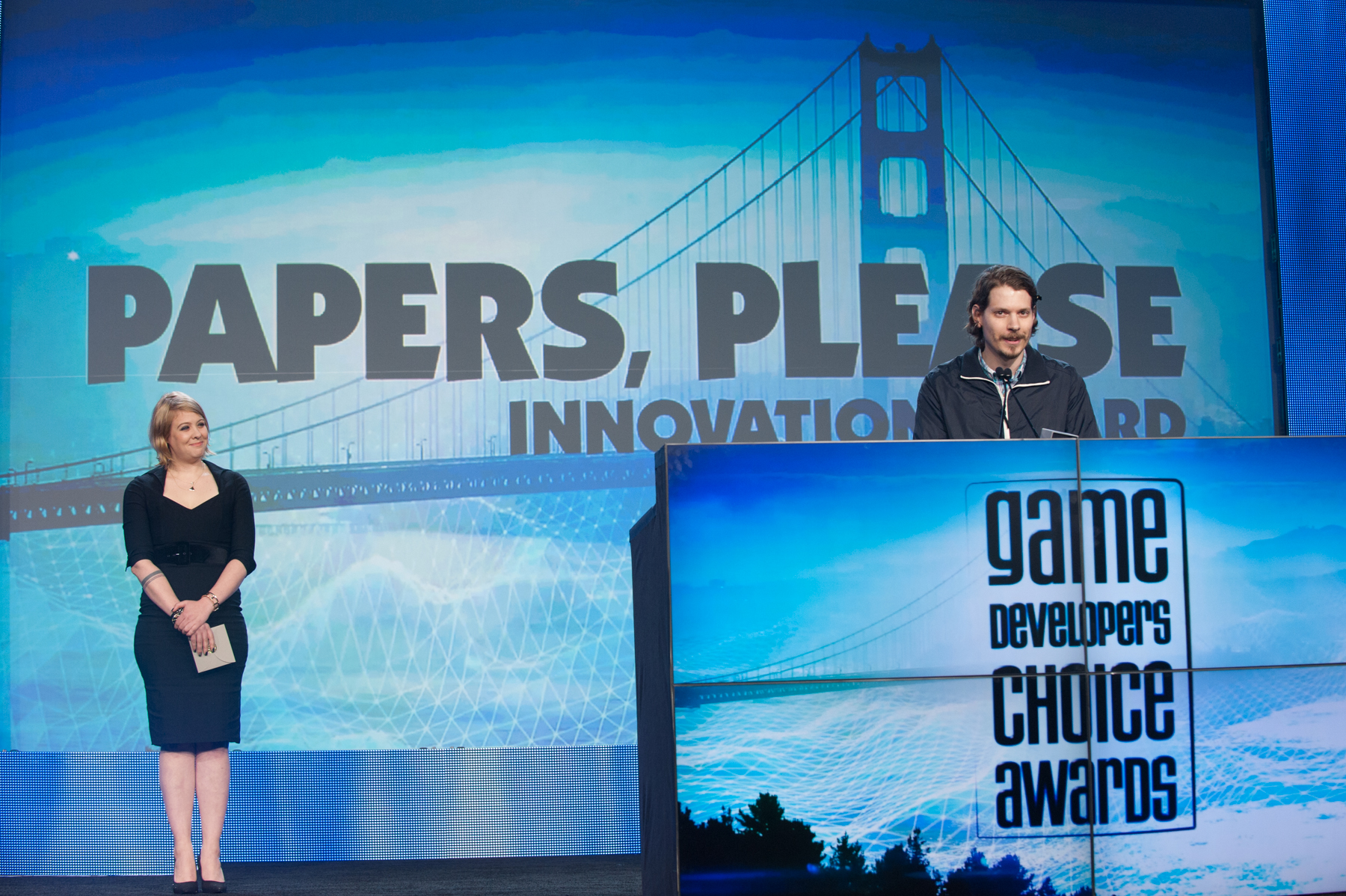
Lucas Pope, desarrollador de Papers, Please, aceptando el Premio a la Innovación 2013.

El Premio a la Innovación reconoce a videojuegos innovadores que empujan los límites de los videojuegos como medio de expresión. Hasta el año 2007 el premio era otorgado a múltiples ganadores.
- 2000: Counter-Strike; Crazy Taxi; Deus Ex; Jet Grind Radio; No One Lives Forever
- 2001: Black and White; Grand Theft Auto III;  ICO; Majestic; Rez
- 2002: Animal Crossing; Battlefield 1942; Medal of Honor: Allied Assault; The Thing
- 2003: EyeToy: Play; Viewtiful Joe; WarioWare, Inc.: Mega Microgame$!
- 2004: Donkey Konga; I Love Bees; Katamari Damacy
- 2005: Nintendogs; Guitar Hero
- 2006: Line Rider; Ōkami; Wii Sports
- 2007: Portal
- 2008: LittleBigPlanet
- 2009: Scribblenauts
- 2011: Minecraft
- 2012: Journey
- 2013: Papers, Please
- 2014: Monument Valley
- 2015: Her Story
- 2016: No Man's Sky[22]
- 2017: Gorogoa[23]
- 2018: Nintendo Labo[24]
- 2019: Baba Is You[25]
- 2020: Dreams[28]
- 2021: Unpacking[27]

### Mejor Narrativa
El premio a la Mejor Narrativa reconoce la calidad del guion en un videojuego, incluyendo la historia, la construcción de la trama, el diálogo y las ramificaciones narrativas.
- 2002: Tom Clancy's Splinter Cell
- 2003: Star Wars: Knights of the Old Republic
- 2004: Half-Life 2
- 2005: Psychonauts
- 2006: The Legend of Zelda: Twilight Princess
- 2007: BioShock
- 2008: Fallout 3
- 2009: Uncharted 2: Among Thieves
- 2010: Mass Effect 2
- 2011: Portal 2
- 2012: The Walking Dead
- 2013: The Last of Us
- 2014: Kentucky Route Zero: Episode 3
- 2015: Her Story
- 2016: Firewatch[22]
- 2017: What Remains of Edith Finch[23]
- 2018: Return of the Obra Dinn[24]
- 2019: Disco Elysium[25]
- 2020: The Last of Us Part II[28]
- 2021: Psychonauts 2[27]

### Mejor Tecnología
El premio a la mejor Mejor Tecnología reconoce la excelencia general de un videojuego en el área tecnológica, incluyendo la programación de gráficos, la inteligencia artificial, el juego en línea (si es que aplica) y el motor físico.
- 2004: Half-Life 2
- 2005: Nintendogs
- 2006: Gears of War
- 2007: Crysis
- 2008: LittleBigPlanet
- 2009: Uncharted 2: Among Thieves
- 2010: Red Dead Redemption
- 2011: Battlefield 3
- 2012: Far Cry 3
- 2013: Grand Theft Auto V
- 2014: Destiny
- 2015: The Witcher 3: Wild Hunt
- 2016: Uncharted 4: A Thief's End[22]
- 2017: Horizon Zero Dawn[23]
- 2018: Red Dead Redemption 2[24]
- 2019: Control[25]
- 2020: Microsoft Flight Simulator[28]
- 2021: Ratchet & Clank: Rift Apart[27]

### Mejores Artes Visuales
El premio a las Mejores Artes Visuales reconoce la excelencia general de artes visuales en un videojuego, incluyendo la animación, los modelos, la dirección artística y las texturas.
- 2000: Jet Grind Radio
- 2001: ICO
- 2002: Kingdom Hearts
- 2003: The Legend of Zelda: The Wind Waker
- 2004: World of Warcraft
- 2005: Shadow of the Colossus
- 2006: Gears of War
- 2007: BioShock
- 2008: Prince of Persia
- 2009: Uncharted 2: Among Thieves
- 2010: Limbo
- 2011: Uncharted 3: Drake's Deception
- 2012: Journey
- 2013: BioShock Infinite
- 2014: Monument Valley
- 2015: Ori and the Blind Forest
- 2016: Inside[22]
- 2017: Cuphead[22]
- 2018: Gris[24]
- 2019: Control[25]
- 2020: Ghost of Tsushima[28]
- 2021: Ratchet & Clanck: Rift Apart[27]

### Mejor videojuego de realidad virtual (VR) o realidad aumentada (AR)
- 2016: Job Simulator: The 2050 Archives[22]
- 2017: Superhot VR[22]
- 2018: Beat Saber[24]
- 2019: Vader Immortal[25]
- 2020: Half-Life: Alyx[28]

## Ganadores de Premios Especiales

### Premio de la Audiencia
El Premio de la Audiencia es otorgado según los votos de la audiencia al mejor videojuego del año.
- 2012: Dishonored
- 2013: Kerbal Space Program
- 2014: Elite: Dangerous
- 2015: Life Is Strange
- 2016: Battlefield 1[22]
- 2017: Nier: Automata[22]
- 2018: Beat Saber[24]
- 2019: Sky: Niños de la Luz[25]
- 2020: Ghost of Tsushima[28]
- 2021: Valheim[27]

### Premio al Pionero

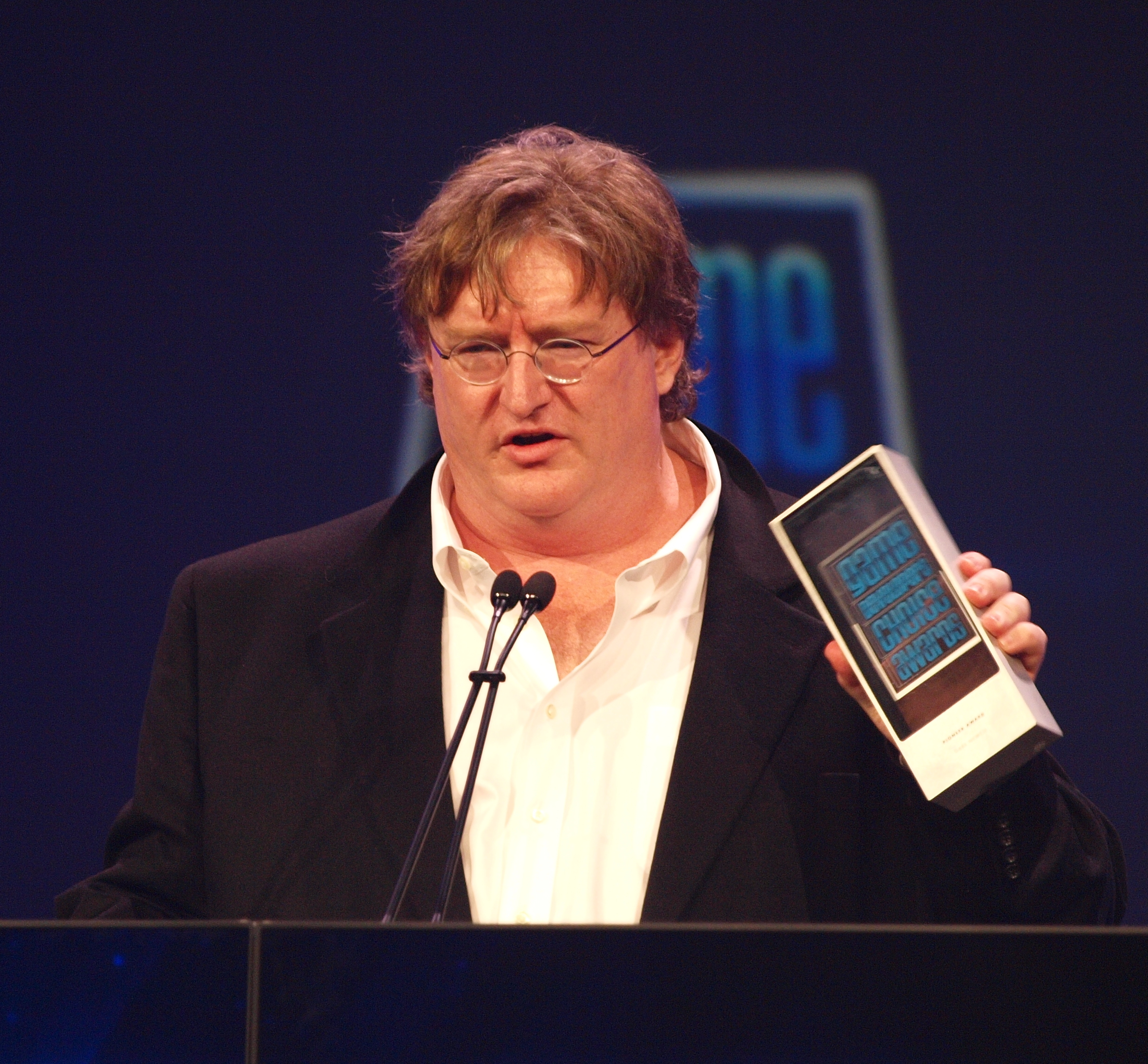
Gabe Newell, ganador del Premio a el Pionero en el 2009.

Anteriormente conocido como el Premio al Primer Pingüino, el Premio al Pionero se otorga a personas que han desarrollado tecnologías, conceptos o diseños de videojuegos vanguardistas.
- 2000: Chip Morningstar y Randy Farmer (creadores de Habitat)
- 2001: Hubert Chardot (por su trabajo en Alone in the Dark)
- 2002: David Crane, Larry Kaplan, Jim Levy, Alan Miller, Bob Whitehead (fundadores de Activision)
- 2003: Masaya Matsuura (fundador de NanaOn-Sha)
- 2004: Richard Bartle (cocreador de MUD)
- 2005: Don Woods, Will Crowther (creadores de Adventure)
- 2006: Alexey Pajitnov (creador de Tetris)
- 2007: Ralph Baer (inventor de Magnavox Odyssey)
- 2008: Alex Rigopulos and Eran Egozy (fundadores de Harmonix)
- 2009: Gabe Newell (fundador de Valve Corporation)
- 2010: Yu Suzuki
- 2011: Dave Theurer
- 2012: Steve Russell (creador odeSpacewar!)
- 2013: Brandon Beck and Marc Merrill (creadores de Riot Games)[29]
- 2014: David Braben (fundador de Frontier Developments y cocreador of the Elite)
- 2015: Markus "Notch" Persson (creador de Minecraft)
- 2016: Jordan Mechner (creador de Prince of Persia)[22]
- 2017: Vacante
- 2018: Rieko Kodama (productor, director y diseñador gráfico de múltiples títulos para Sega)[30]
- 2019: Roberta Williams (cofundadora de Sierra Entertainment y desarrolladora pionera en el género de videojuegos de aventuras)[31]
- 2020: Tom Fulp (creador de Newgrounds y cofundador de The Behemoth)[32]

En el año 2017 GDC anunció su intención de otorgar el premio a Nolan Bushnell (cofundador de Atari). Sin embargo, tras las quejas de varias personas debido a comentarios de Bushnell sobre el movimiento #MeToo, GDC optó por dejar el título vacante.

### Premio al Embajador
El Premio al Embajador se otorga a individuales dentro o fuera de la industria que hayan colaborado a que los videojuegos "avancen a un lugar mejor". Desde el 2008 reemplaza al anterior Premio a la Contribución de la Comunidad entregado por la IGDA.
- 2007: Jason Della Rocca
- 2008: Tommy Tallarico
- 2009: Jerry Holkins, Mike Krahulik y Robert Khoo
- 2010: Tim Brengle y Ian Mackenzie (organizadores del programa de voluntarios de la GDC durante más de 20 años.[38])
- 2011: Kenneth Doroshow yPaul M. Smith (abogados en el caso Brown v. Entertainment Merchants Association)
- 2012: Chris Melissinos (Sun Microsystems)
- 2013: Anita Sarkeesian (Feminist Frequency)[29]
- 2014: Brenda Romero
- 2015: Tracy Fullerton
- 2016: Mark DeLoura[22]
- 2017: Rami Ismail (cofundador de Vlambeer)[33]
- 2018: Vacante
- 2019: Kate Edwards (ex-director de la International Game Developers Association)[39]
- 2020: Steven Spohn (fundador de AbleGamers)

### Premio a la Trayectoria
El Premio a la Trayectoria reconoce los logros de un desarrollador de videojuegos ha conseguido durante su vida profesional en lo que refiere al impacto de sus videojuegos y el desarrollo de los mismos.
- 2000: Will Wright (The Sims)
- 2001: Yuji Naka (Sonic the Hedgehog)
- 2002: Gunpei Yokoi (1941–1997) (Game Boy, Super Mario Land, Metroid)
- 2003: Mark Cerny (Crash Bandicoot y Spyro the Dragon)
- 2004: Eugene Jarvis (Defender y Robotron: 2084)
- 2005: Richard Garriott (Ultima)
- 2006: Shigeru Miyamoto (creador de Mario, Donkey Kong and The Legend of Zelda)
- 2007: Sid Meier (Civilization)
- 2008: Hideo Kojima (Metal Gear series)
- 2009: John Carmack (Doom series)
- 2010: Peter Molyneux
- 2011: Warren Spector (Deus Ex, System Shock, Thief: The Dark Project)
- 2012: Ray Muzyka and Greg Zeschuk (BioWare)
- 2013: Ken Kutaragi
- 2014: Hironobu Sakaguchi (Final Fantasy)
- 2015: Todd Howard (Elder Scrolls, Fallout)
- 2016: Tim Sweeney (fundador de Epic Games)[40]
- 2017: Tim Schafer (desarrollador en LucasArts adventure games y fundador de Double Fine)[33]
- 2018: Amy Hennig (escritora de Uncharted)[41]
- 2019: Laralyn McWilliams (director creativo de Free Realms y director jefe Full Spectrum Warrior)[32]
- 2020: Yuji Horii (creador de la serie de videojuegos Dragon Quest)

## Premios retirados
Las siguientes categorías de premios han sido retiradas o remplazadas.

### Mejor juego descargable
El premio al Mejor juego descargable reconocía a los mejor videojuegos disponibles únicamente a través de descarga, poniendo énfasis en títulos menores y videojuegos casuales.
- 2007: flOw
- 2008: World of Goo
- 2009: Flower
- 2011: Minecraft
- 2012: Bastion
- 2013: Journey
- 2014: Papers, Please

### Mejor Diseño de Personajes
El premio al Mejor Diseño de Personajes reconocía a la excelencia general en el diseño de personajes no-licenciados en un videojuego, incluyendo la originalidad, el desarrollo del personaje y su profundidad emocional.
- 2004: Half-Life 2
- 2005: Shadow of the Colossus
- 2006: Ōkami

### Excelencia en el Diseño de Niveles
- 2000: American McGee's Alice
- 2001: ICO
- 2002: Metroid Prime

### Excelencia en Programación
- 2000: The Sims
- 2001: Black and White
- 2002: Neverwinter Nights
- 2003: Prince of Persia: The Sands of Time

### Premio a la Contribución de la Comunidad (IGDA)
El Premio a la Contribución de la Comunidad (IGDA) reconocía a los desarrolladores por sus esfuerzos en "construir comunidades, compartir el conocimiento, hablar en nombre de otros desarrolladores y/o contribuir a el desarrollo de los videojuegos como una expresión artística". En el 2008 fue reemplazado por el Premio al Embajador.
- 2000: John Carmack
- 2001: Jeff Lander
- 2002: Doug Church (Eidos Interactive)
- 2003: Ray Muzyka and Greg Zeschuk
- 2004: Sheri Graner Ray
- 2005: Chris Hecker
- 2006: George Sanger

### Personaje de videojuego más original del Año
- 2000: Seaman de Seaman
- 2001: Daxter deJak and Daxter: The Precursor Legacy
- 2002: Sly Cooper de Sly Cooper and the Thievius Raccoonus
- 2003: HK-47 de Star Wars: Knights of the Old Republic

### Premio Maverick
El Premio Maverick reconocía los logros de los desarrolladores que se mantenían independientes y experimentaron con formas alternativas de videojuegos
- 2003: Brian Fiete, Jason Kapalka, and John Vechey (PopCap Games)
- 2004: Matt Adams, Ju Row Farr, and Nick Tandavanitj (Blast Theory)
- 2005: Mike Dornbrook, Eran Egozy, Greg LoPiccolo, and Alex Rigopulos (Harmonix Music Systems)
- 2006: Greg Costikyan

### Mejor Videojuego Social
- 2009: FarmVille